# Campionati del mondo di atletica leggera 1987 - 10000 metri piani maschili
La gara dei 10000 metri piani maschili dei Campionati del mondo di atletica leggera 1987 si è svolta il 29 agosto.

## Podio
| Pos.    | Atleta            | Nazionalità  | Tempo    |
| ------- | ----------------- | ------------ | -------- |
| Oro     | Paul Kipkoech     | Kenya        | 27'38"63 |
| Argento | Francesco Panetta | Italia       | 27'48"98 |
| Bronzo  | Hansjörg Kunze    | Germania Est | 27'50"37 |

## Situazione pre-gara

### Record
Prima di questa competizione, il record del mondo (RM) e il record dei campionati (RC) erano i seguenti:
| Record                | Prestazione | Atleta                     | Data                              | Competizione  |
| --------------------- | ----------- | -------------------------- | --------------------------------- | ------------- |
| Record mondiale       | 27'13"81    | Fernando Mamede Portogallo | 2 luglio 1984 Stoccolma, Svezia   |               |
| Record dei campionati | 27'45"54    | Fernando Mamede Portogallo | 7 agosto 1983 Helsinki, Finlandia | Mondiali 1983 |

### Campioni in carica
I campioni in carica a livello olimpico e mondiale erano:
| Campione | Atleta              | Prestazione | Data                                    | Competizione         |
| -------- | ------------------- | ----------- | --------------------------------------- | -------------------- |
| Olimpico | Alberto Cova Italia | 27'47”54    | 11 agosto 1984 Los Angeles, Stati Uniti | Giochi olimpici 1984 |
| Mondiale | Alberto Cova Italia | 28'01"04    | 7 agosto 1983 Helsinki, Finlandia       | Mondiali 1983        |

### La stagione
Prima di questa gara, gli atleti con le migliori tre prestazioni dell'anno erano:
| Pos. | Atleta                     | Prestazione | Data                              |
| ---- | -------------------------- | ----------- | --------------------------------- |
| 1    | Francesco Panetta Italia   | 27'26"95    | 30 giugno 1987 Stoccolma, Svezia  |
| 2    | Wodajo Bulti Etiopia       | 27'29"41    | 2 luglio 1987 Helsinki, Finlandia |
| 3    | Jean-Louis Prianon Francia | 27'34"38    | 2 luglio 1987 Helsinki, Finlandia |

## Risultati[3][4]

### Turni eliminatori
| Finale | 29 agosto | 30 concorrenti |  |

### Finale
Sabato 29 agosto 1987
| Pos.    | Atleta              | Età | Nazione        | Tempo    | Nota                  |
| ------- | ------------------- | --- | -------------- | -------- | --------------------- |
| Oro     | Paul Kipkoech       | 24  | Kenya          | 27'38"63 | Record dei campionati |
| Argento | Francesco Panetta   | 24  | Italia         | 27'48"98 |                       |
| Bronzo  | Hansjörg Kunze      | 27  | Germania Est   | 27'50"37 |                       |
| 4       | Arturo Barrios      | 23  | Messico        | 27'59"56 |                       |
| 5       | Steve Binns         | 27  | Regno Unito    | 28'03"08 |                       |
| 6       | Martin Vrábeľ       | 31  | Cecoslovacchia | 28'05"59 |                       |
| 7       | Spyros Andriópoulos | 25  | Grecia         | 28'07"17 | Record nazionale      |
| 8       | Steve Plasencia     | 30  | Stati Uniti    | 28'11"38 |                       |
| 9       | Jean-Louis Prianon  | 27  | Francia        | 28'19"47 |                       |
| 10      | Rolando Vera        | 22  | Ecuador        | 28'20"24 |                       |
| 11      | Ezequiel Canario    | 27  | Portogallo     | 28'28"24 |                       |
| 12      | Mats Erixon         | 29  | Svezia         | 28'29"08 |                       |
| 13      | Paul Arpin          | 27  | Francia        | 28'29"21 |                       |
| 14      | Zhang Guowei        | 28  | Cina           | 28'30"00 |                       |
| 15      | Jon Solly           | 24  | Regno Unito    | 28'31"97 |                       |
| 16      | Salvatore Antibo    | 25  | Italia         | 28'33"77 |                       |
| 17      | Markus Ryffel       | 32  | Svizzera       | 28'34"58 |                       |
| 18      | Brian Sheriff       | 25  | Zimbabwe       | 28'34"96 |                       |
| 19      | Paul McCloy         | 23  | Canada         | 28'41"89 |                       |
| 20      | Kozu Akutsu         | 26  | Giappone       | 28'45"89 |                       |
| 21      | Ed Eyestone         | 26  | Stati Uniti    | 29'00"33 |                       |
| 22      | Some Muge           | 28  | Kenya          | 29'06"40 |                       |
| 23      | Haji Bulbula        | 26  | Etiopia        | 29'10"45 |                       |
| 24      | Wodajo Bulti        | 30  | Etiopia        | 29'17"09 |                       |
| 25      | Habib Romdhani      | 27  | Tunisia        | 29'21"35 |                       |
| 26      | John Treacy         | 30  | Irlanda        | 29'22"14 |                       |
| 27      | Martti Vainio       | 36  | Finlandia      | dnf      |                       |
| 28      | Paul Williams       | 31  | Canada         | dnf      |                       |
| 29      | Gerhard Hartmann    | 32  | Austria        | dns      |                       |
| 30      | Gerard Donakowski   | 27  | Stati Uniti    | dns      |                       |